# Xéniya Yuskova
Xéniya Alexándrovna Yuskova –en ruso, Ксения Александровна Юськова– (Moscú, URSS, 8 de junio de 1996) es una deportista rusa que compitió en natación. Ganó una medalla de plata en el Campeonato Mundial de Natación en Piscina Corta de 2012, en la prueba de 4 × 200 m libre.

## Palmarés internacional
| Campeonato Mundial en Piscina Corta | Campeonato Mundial en Piscina Corta | Campeonato Mundial en Piscina Corta | Campeonato Mundial en Piscina Corta |
| Año                                 | Lugar                               | Medalla                             | Prueba                              |
| ----------------------------------- | ----------------------------------- | ----------------------------------- | ----------------------------------- |
| 2012                                | Estambul (Turquía)                  | Medalla de plata                    | 4 × 200 m libre                     |